# پیمان سن استفانو

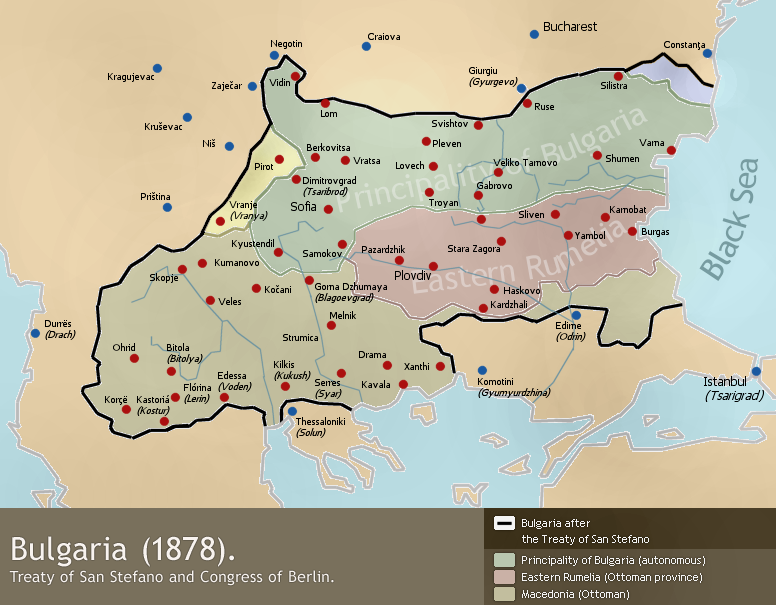
مرز بلغارستان برپایه قرارداد سن-استفانو و برلین

قرارداد صلح سن استفانو (به‌روسی: Сан-Стефанский мирный договор؛ به‌ترکی استانبولی: Ayastefanos Muahedesi) قراردادی بین امپراتوری روسیه و عثمانی بود که در پایان جنگهای روسیه و عثمانی در خلال سال‌های ۱۸۷۷–۱۸۷۸ بسته شد. این قرارداد در ۳ مارس ۱۸۷۸ در سن استفانو (یشیل‌کوی در ترکیه امروزی) که روستایی در باختر استانبول می‌باشد، به وسیلهٔ نیکولاس پاولویچ ایگنتیف و الکساندر نلیدوف از سوی امپراتوری روسیه و صفوت پاشا و سعدالله بی از سوی امپراتوری عثمانی بسته شد.
برپایهٔ این قرارداد منطقه خودمختار بلغارستان پس از ۵۰۰ سال سلطه عثمانی بر آن ایجاد شد و مناطق قارص و اردهان و باتومی در شمال شرق عثمانی، به روسیه واگذار شدند. سالگرد امضای این قرارداد، روز آزادی در بلغارستان می‌باشد و در این کشور جشن گرفته می‌شود. این قرارداد بعدها با قرارداد برلین در سال ۱۸۷۸ جایگزین شد.

## نگارخانه

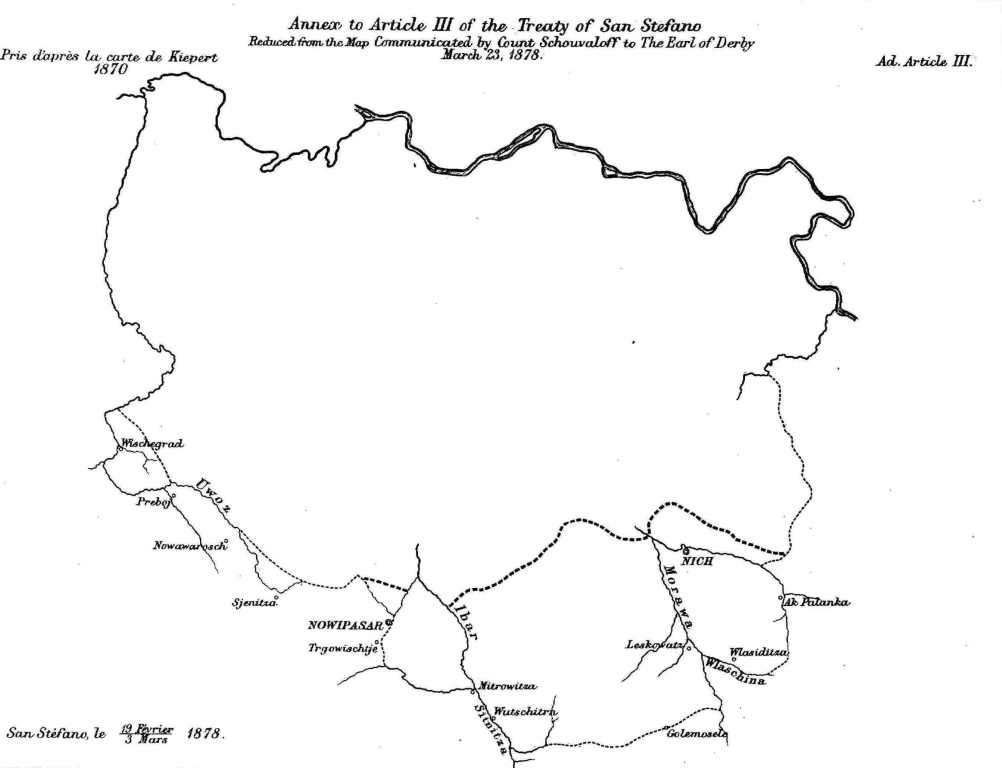
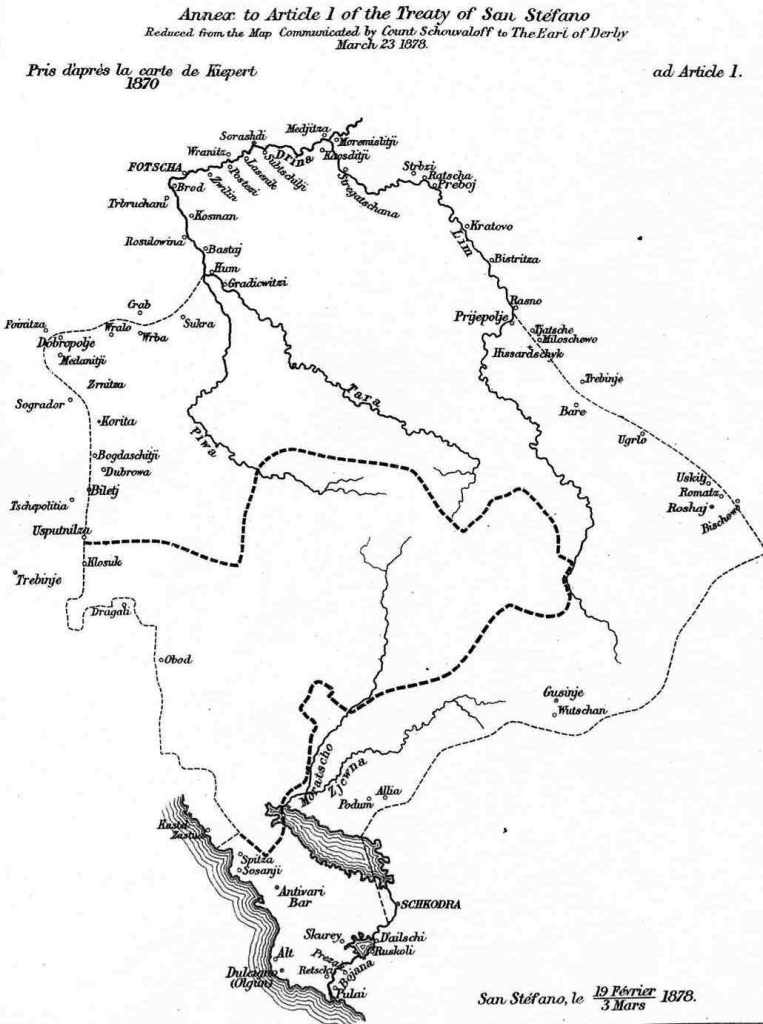
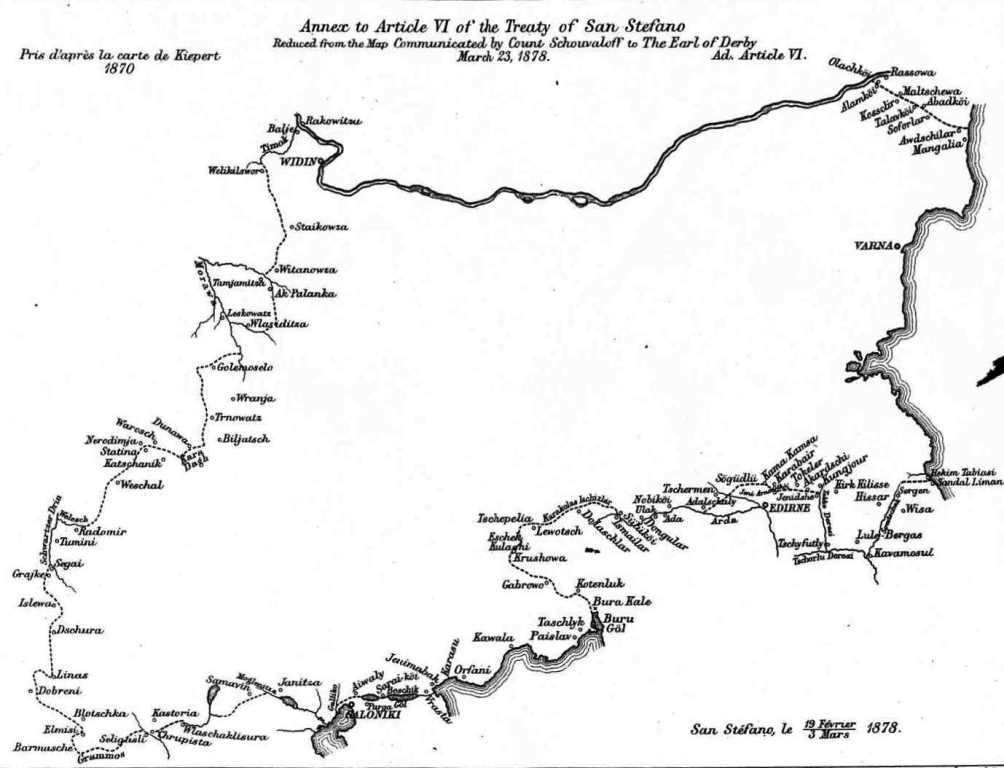
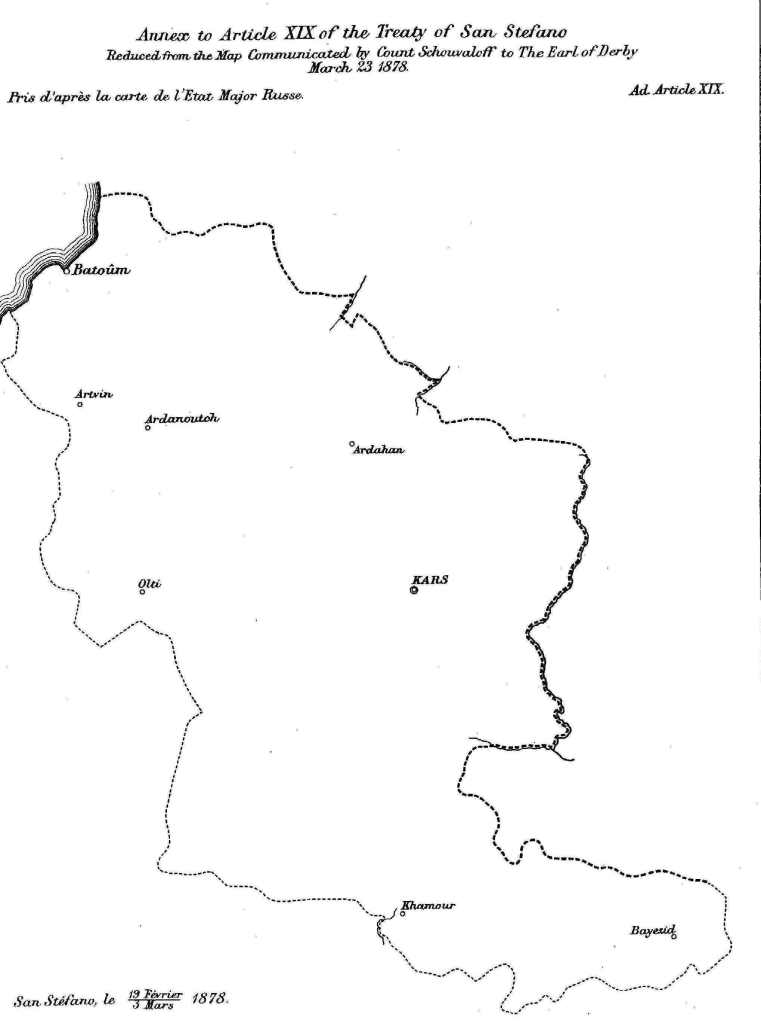